# Dagmar Mocová
Dagmar Mocová (* 6. května 1947) je česká politička, v letech 2004 až 2006 poslankyně Poslanecké sněmovny za ČSSD.

## Biografie
V senátních volbách roku 2000 byla bezpartijní kandidátkou za senátní obvod č. 38 – Mladá Boleslav. V 1. kole získala 6,5 % hlasů a nepostoupila do 2. kola. V komunálních volbách roku 2002, komunálních volbách roku 2006 a komunálních volbách roku 2010 byla za ČSSD zvolena do zastupitelstva města Mnichovo Hradiště. Profesně se uvádí jako ředitelka Okresní agrární komory Mladá Boleslav. Zasedá i v městské radě. V dubnu 2012 byla iniciátorkou zásadní personální obměny městské rady.
Ve volbách v roce 2002 kandidovala do poslanecké sněmovny za ČSSD (volební obvod Středočeský kraj). Nebyla zvolena, ale do sněmovny usedla dodatečně v září 2004 jako náhradnice poté, co na poslanecký mandát rezignoval Stanislav Gross. Byla členkou sněmovního výboru pro sociální politiku a zdravotnictví. Ve sněmovně setrvala do voleb v roce 2006.
V krajských volbách roku 2008 byla zvolena do Zastupitelstva Středočeského kraje za ČSSD.